# Francis Leonard Tombs
Francis Leonard Tombs (né le 17 mai 1924 et mort le 11 avril 2020), baron Tombs, est une personnalité politique britannique.

## Biographie
Le 28 février 1990, Francis Leonard Tombs est créé pair à vie dans la pairie du Royaume-Uni en tant que baron Tombs, ce qui lui permet de siéger à la Chambre des lords. 